# Israel Rosenberg
Israel Rosenberg (geb. um 1855, gest. 1903 oder 1904) war ein jiddischer Schauspieler und Theaterleiter.

## Leben
Israel Rosenberg lebte in Odessa als kleiner Geschäftsmann. 1877 ging er wie andere Händler aus Russland nach Ausbruch des Russisch-Türkischen Krieges nach Bukarest. Dort lernte er das Jiddische Theater von Abraham Goldfaden kennen und wurde dort Schauspieler. Kurz darauf gründete er eine eigene Theatertruppe und tourte durch Rumänien.
1878 kehrte er nach Odessa zurück. Dort gründete er ein eigenes Theater, unter anderem mit Jacob Adler als Schauspieler. Das Ensemble zog durch verschiedene Städte des Russischen Reiches. Nachdem die jiddischen Theater 1883 verboten worden waren, ging er nicht ins Ausland, sondern blieb in Russland.
Sein weiteres Schicksal ist unbekannt. 1903 war er völlig verarmt. Kurz danach soll er gestorben sein.

## Theaterstücke
Israel Rosenberg verfasste Texte für Musicals und Theaterstücke, von denen einige noch in den 1920er Jahren auf dem Broadway aufgeführt wurden:
- Jankele Litvak (Yankele Litvak, Musik: L. und R. Rozenstein)
- Kawkaser libe (Kavkazer libe, Musik: Peretz Sandler)
- A chasene in Palestine (A khasene in Palestine, Musik: Peretz Sandler)
- Chulje kabzn (Hulye Kabtsn, Musik: Alexander Olshanetsky)
- A nacht fun libe (A nakht fun libe, Musik: Sholom Secunda)
- Berele tremp
- Der Berditschewer chosn (Der Berditchever khozn, Musik: Abraham Ellstein)
- Di galizianer rebezin (Di galitsianer rebetsin, Musik: Herman Wohl)